# 군마 TV

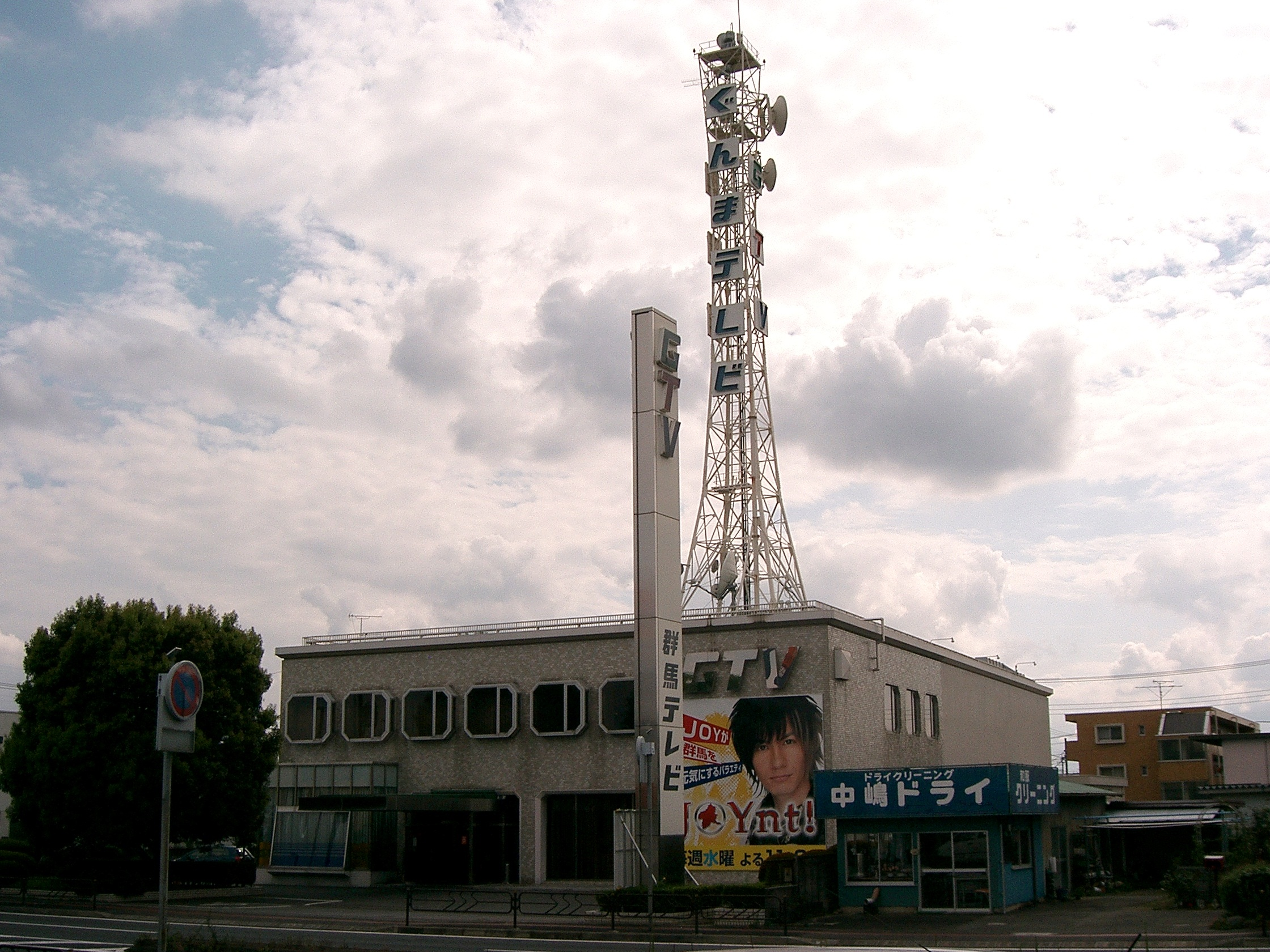
군마 TV

군마 TV는 1971년 4월 16일 간토지방의 첫 번째 독립 UHF방송국으로 개국했다. 약칭은 GTV, 콜사인은 JOML-DTV이다.

## 연혁
- 1970년 2월 16일: 회사설립.
- 1971년 4월 16일: 개국.
- 1992년 4월: 음성다중방송 실시.
- 2006년 9월 1일: 디지털 텔레비전 방송 개시.
- 2008년 6월 23일: 원세그:와 디지털 데이터 방송 개시.
- 2011년 7월 24일: 디지털 텔레비전 전환. 지상파 아날로그 텔레비전: 본방송 종료

## 특징
- 간토지역 독립 UHF방송국 중에서 가장 먼저 개국하였다.
- 군마현내가 주된 시청 지역이지만,사이타마현 북부나 도치기현 서부에서도 시청이 가능하다.
- 1989년 쇼와 천황 사망 당시 자체방송을 자제하고. 니혼TV의 특별프로를 며칠 동안 방송했다.(TV 가나가와, TV 사이타마, 지바 TV도 마찬가지).
- 프로그램 부족등의 이유로 개국당시부터 1980년대 중순까지 아침부터 저녁까지 테스트 패턴 영상과 음악 방송을 실시하고 본 방송은 야간에 한정해 실시했으며 그 후 문자 뉴스를 시작하면서 방송 시간을 단계적으로 확대했지만, 1980년대말까지 오랫동안 평일 방송 송출 개시는 아침 10시부터였다.(독립 UHF 방송국이 발족한 초기에는 이러한 단시간 방송을 실시하는 텔레비전 방송국이 드물지 않았다).
- 예전에는 군마현내에 있는 공립 고등학교 입학시험 합격자 발표날이 되면 아침 10시부터 저녁까지 각 고교에 합격한 사람들의 명단을 모두 방송했으며 배경음으로 각 학교의 교가를 사용했다고 한다.

## 군마현에 있는 다른 텔레비전·라디오 방송국
- NHK 마에바시 방송국
- FM군마(JFN 계열)